# Tyssobyken
Tyssobyken (ukrainisch Тисобикень; russisch Тисобикень Tissobiken, slowakisch Bekeň, Bikiňa, ungarisch Tiszabökény) ist ein Dorf in der ukrainischen Oblast Transkarpatien mit etwa 2200 Einwohnern (2001).

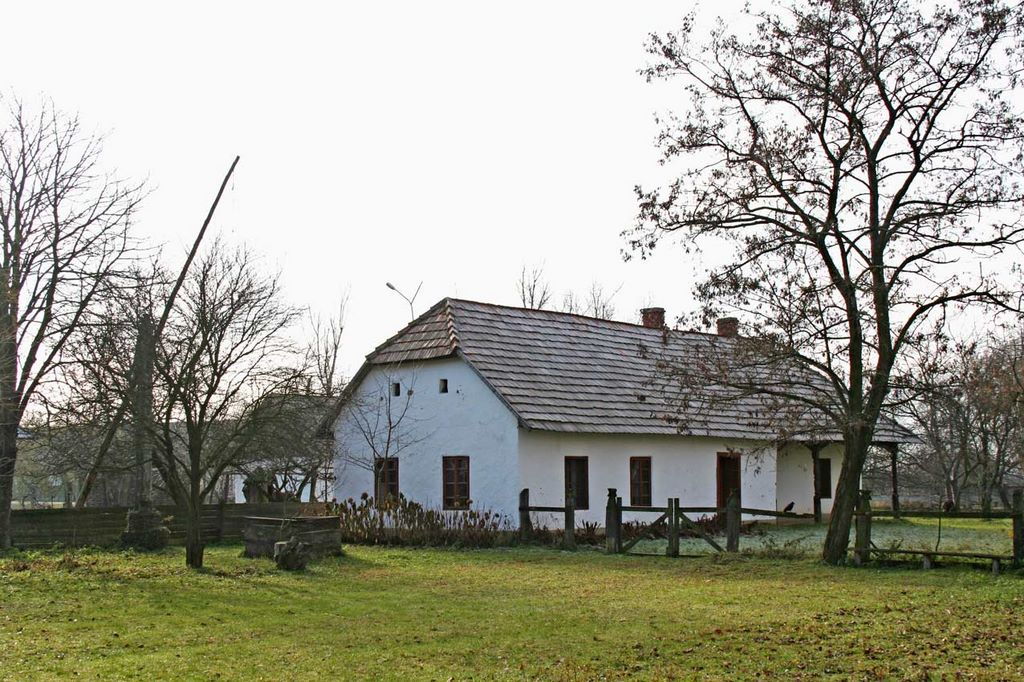
Heimatmuseum in der ehemaligen, alten Dorfschule/ Lehrerwohnsitz

Am 12. Juni 2020 wurde das Dorf ein Teil neu gegründeten Landgemeinde Pyjterfolwo im Rajon Berehowe; bis dahin bildete einen Teil der Landratsgemeinde Pyjterfolwo im Südwesten des Rajon Wynohradiw an der ukrainisch-ungarischen Grenze.
Das erstmals 1230 schriftlich erwähnte Dorf hieß bis 1946 Beken (Бекень) und danach bis zum Dezember 2000 Bobowe (Бобове).
Bei dem Hochwasser Ende 1998 wurden im Dorf 344 Häuser zerstört.
Die Ortschaft liegt auf einer Höhe von 120 m am linken Ufer der Theiß, 22 km südwestlich vom Rajonzentrum Wynohradiw und 90 km südöstlich vom Oblastzentrum Uschhorod.
Durch das Dorf verläuft die ukrainische Fernstraße M 26.
Die größte Sehenswürdigkeit des Dorfes ist die reformierte (ehemals katholische) Kirche, die im 13. Jahrhundert in romanischen Stil erbaut und später mehrmals umgebaut wurde. Nach einer Restaurierung wurden 1878 Anbauten im Stil des Klassizismus hinzugefügt. Das Heimatmuseum enthält eine Ausstellung über die Geschichte, das Leben und die Bräuche der Ungarn in Transkarpatien.